# Great Marlborough Street

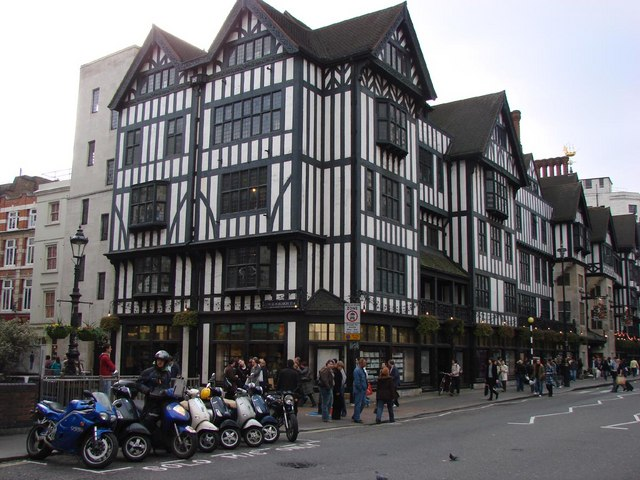
Magasin Liberty au coin de Great Marlborough Street.

Great Marlborough Street est une rue de Londres, située dans le quartier de Soho. Elle a commencé à se développer au début du 18e siècle.
La plus proche station de métro est Oxford Circus.
Le nom de la marque de cigarettes Marlboro vient d'une manufacture de tabacs qui se situait dans cette rue. Sur la version britannique du jeu Monopoly, cette rue apparaît sous le nom de Marlborough Street, sans le « Great ».